# 오리올 파크
오리올 파크(Oriole Park)는 메릴랜드 볼티모어의 과거 몇몇 메이저리그, 마이너리그 야구장들의 이름이다. 볼티모어 오리올스의 현재의 다운타운 홈의 이름의 절반을 차지하며, 전체 이름은 오리올 파크 앳 캠던 야즈이다.
오리콜 파크의 초창기 화신은 서로 수 블럭을 사이에 두고 그 안에 건설되었다.

## 참고 자료
- House of Magic, by the Baltimore Orioles.
- Green Cathedrals, by Phil Lowry.
- The Home Team, by James H. Bready.